# Robert Byington Mitchell
Pour les articles homonymes, voir Robert Mitchell, Byington et Mitchell.
Robert Byington Mitchell (4 avril 1823 – 26 janvier 1882) est un brigadier général de l'armée de l'Union durant la guerre de Sécession puis gouverneur du territoire du Nouveau-Mexique de 1866 à 1869. Il est enterré au cimetière national d'Arlington.